# Guarea aguilarii
Guarea aguilarii är en tvåhjärtbladig växtart som beskrevs av Al.Rodr.. Guarea aguilarii ingår i släktet Guarea och familjen Meliaceae. Inga underarter finns listade i Catalogue of Life.